# Rociana del Condado
Rociana del Condado település Spanyolországban, Huelva tartományban. Rociana del Condado Almonte, Bonares, Villarrasa, Bollullos Par del Condado és Niebla községekkel határos. Lakosainak száma 7985 fő (2024).

## Népesség
A település népessége az utóbbi években az alábbiak szerint változott:
| Lakosok száma | 6302 | 6408 | 6863 | 7317 | 7573 | 7691 | 7735 | 7855 | 7834 | 7985 |
|               | 2001 | 2004 | 2006 | 2009 | 2011 | 2014 | 2016 | 2019 | 2021 | 2024 |